# Bristen (Berg)
Der Bristen ist ein 3073 m ü. M. hoher Berg in den Glarner Alpen. Er liegt im Schweizer Kanton Uri, südlich von Amsteg. Dabei überragt er als gleichmässige, dreikantige Pyramide das komplette Reusstal und ist schon vom Urnersee aus zu sehen. Er gilt als das Wahrzeichen des Kantons Uri schlechthin.

## Geographische Gegebenheiten
Der Bristen liegt etwa drei Kilometer südlich der gleichnamigen Ortschaft Bristen im Maderanertal und vier Kilometer nördlich des Piz Giuv, von dem er durch die 2506 m ü. M. hohe Pörtlilücke getrennt ist. Weiter südlich befindet sich der Oberalppass, sechs Kilometer östlich durch das Etzlital getrennt der Oberalpstock, mit 3328 m ü. M. der höchste Berg dieser Region. Knapp vier Kilometer westlich liegt Gurtnellen im Reusstal.
Nach Norden zieht ein Grat, der sich nach 250 Metern in Nordwestgrat und Nordostgrat teilt. Am Fusse des Nordostgrates befindet sich auf 2098 m ü. M. der zwei Hektar grosse und 6,5 Meter tiefe Bristensee. Nach Westen fällt ein Grat steil in das Fellital ab, nach Süden führt ein Grat zum 2853 m ü. M. hohen Zwächten, der weiter zur Portlilücke leitet.
Östlich liegt die Etzlihütte des SAC auf 2052 m ü. M.

## Geologie

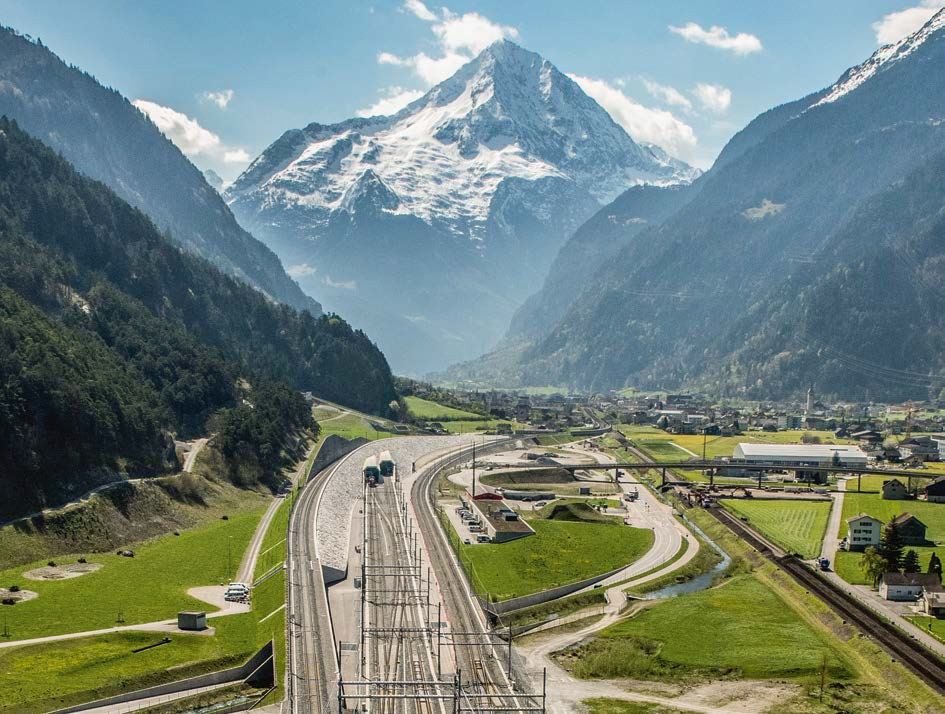
Nordseite des Bristen mit Nordportal des Gotthard-Basistunnels im Vordergrund

Geologisch gehört der Bristen zum nördlichen Aarmassiv. Die Region südlich des Maderanertals besteht dabei aus einer Vielzahl unterschiedlicher Gesteinsarten. Dabei handelt es sich um steilgestellte, südlich einfallende Chlorit-Serizit-Gneise und -Schiefer, um Quarzporphyre und Amphibolite. Erst weiter südlich findet man den zentralen Aaregranit. Das Gebiet um den Bristen ist bekannt für seine Vielzahl unterschiedlicher Mineralien, speziell Bergkristalle, die Region ist schon seit Jahrhunderten immer wieder Ziel von Kristallsuchern (Strahlern).

## Geschichte

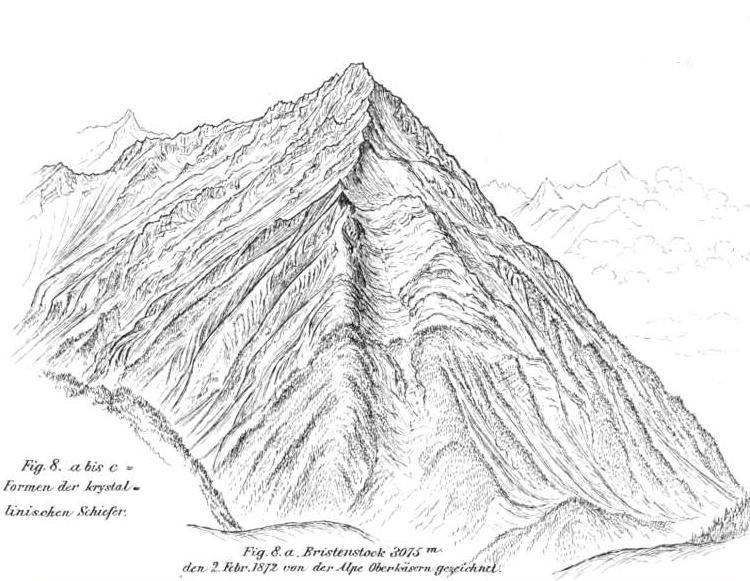
Zeichnung des Bristen von Albert Heim, 2. Februar 1872

### Namensherkunft
Seinen Namen hat der Bristen vom gleichnamigen Bergdorf Bristen, welches nördlich im Maderanertal liegt. Sein historischer Name ist Stägerberg, Berg beim Dorf „ze Steg“ (alter Name von Amsteg). In Seelisberg wurde der Bristen auch Mittagsstock genannt, was auf den Stand der Sonne zu Mittagszeit hindeutet. Ein 2762 m ü. M. hoher Felsaufschwung im Nordostgrat wird Rotbristen genannt, was auf das rötliche Gestein zurückzuführen ist.

### Erstbesteigung
Der Bristen wurde vermutlich schon recht früh von Gemsjägern oder Kristallsuchern bestiegen. Die erste gesicherte touristische Besteigung erfolgte am 23. Juli 1823 durch den aus Altdorf stammenden Arzt Karl Franz Lusser zusammen mit Einheimischen unter der Führung von Hans Indergand. Als Route wählten sie dabei den Nordostgrat, der auch noch heute den Normalweg bildet.
Im 19. Jahrhundert war der Berg bereits sehr populär. Nach einem Führerbuch von 1893 betrug der Lohn einer Führung 25 Schweizer Franken.

### Sage
Eine Sage besagt, dass der Bristen auf vier goldenen Pfeilern ruhe. Wer das Glück habe, einen solchen Pfeiler zu finden, würde unglaubliche Reichtümer erhalten.

## Besteigungsmöglichkeiten

Der Bristen aus einem Urner Führer 1905

Üblicher Ausgangspunkt für eine Besteigung ist die Ortschaft Bristen.
Die am häufigsten begangene und gleichzeitig leichteste Route auf den Bristen führt über den Nordostgrat. Dabei gelangt man vom Bristensee, wo man in der privat bewirtschafteten Bristenseehütte (2130 m ü. M.) übernachten kann, zum Nordostgrat. Auf dem Grat wird der Rotbristen (2762 m ü. M.) überschritten. Der nördliche Vorgipfel (2946 m ü. M.), an dem sich Nordwest- und Nordostgrat vereinen, wird überklettert, was die Schlüsselstelle der Route darstellt. Die letzten etwa 250 Meter steigt man über den Nordgrat zum Gipfel. Die Schwierigkeiten betragen T5 nach der SAC-Wanderskala und WS (wenig schwierig) nach der SAC-Berg- und Hochtourenskala. Felstechnische Schwierigkeiten liegen im I. Schwierigkeitsgrad.
Ebenso vom Bristensee kann der Nordwestgrat begangen werden, der etwas schwieriger als der Nordostgrat ist.
Von der Etzlihütte führt eine Tour im III. Schwierigkeitsgrad über den Südgrat. Weitere Touren führen über den Westgrat, Ostgrat, die Südostflanke und die Südwestflanke.
In den letzten Jahren war der Bristen immer wieder Ziel von Extremskifahrern, der Anstieg erfolgt von Norden durch die Flanke zwischen dem Nordostgrat und dem Nordwestgrat (bis zu 50° steil). Die Abfahrt kann über denselben Weg erfolgen oder durch das über 50° steile „Urinelli Couloir“ in der Nordwestwand, welches im April 2000 erstbefahren wurde und bei guten Verhältnissen bis ins Reusstal (Höhenunterschied 2400 Meter) befahren werden kann.

## Zitate über den Bristen
Der Bristen gilt als formschöner, pyramidenförmiger und monumentaler Gipfel, welcher das Landschaftsbild des Urner Reusstales von weitem prägt. Dies wird auch durch die folgenden Zitate verdeutlicht.

„(.. ) Da gibt es Berge, die vom Gipfel bis zur Thalsohle eine nahezu constante Böschung haben. Der Bristenstock ist eine der reinsten Formen dieses Typus (siehe Fig. 8, a). Auf eine Verticaldistanz von 2550 Meter ist die eine Kante der herrlichen Pyramide vom Gipfel bis an den Fuss nach Amsteg mit Ausnahme einer leichten Einbiegung in der Region der Schneelinie fast ununterbrochen 36 Grad steil.“

„die Propyläen zu dem gewaltigen Gebirgsstock des Gotthards, ein Glanzstück des Rahmes in der grossen, hochstilisierten Landschaft des Vierwaldstättersees, einer Landschaft, die dem Herzen kaum minder nahe steht als dem Auge.“